# 126
| 126                |
| ------------------ |
| Dødsfald - Fødsler |
|                    |

| Gregoriansk kalender | 126 CXXVI               |
| Ab urbe condita      | 879                     |
| Armensk kalender     | I/T                     |
| Kinesiske kalender   | 2822 – 2823 乙丑 – 丙寅 |
| Etiopisk kalender    | 118 – 119               |
| Jødisk kalender      | 3886 – 3887             |
| Hindukalendere       |                         |
| - Vikram Samvat      | 181 – 182               |
| - Shaka Samvat       | 48 – 49                 |
| - Kali Yuga          | 3227 – 3228             |
| Iransk kalender      | 496 BP – 495 BP         |
| Islamisk kalender    | 512 BH – 510 BH         |

Se også 126 (tal)

## Født
- 1. august – Pertinax, romersk kejser